# يوقطان

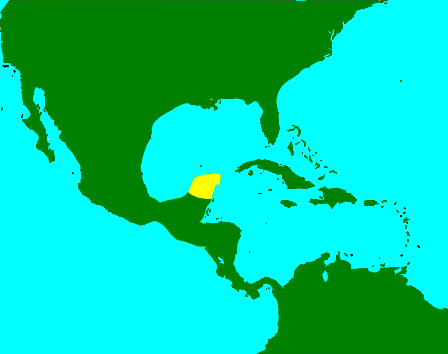
شبه جزيرة يوقطان

يوقطان أو يوكاتان (حسب لغة المايا القديمة يوكال بيتين Yucal Peten، وأيضاً ماياب Mayab وتعني «أرض المايا») هي شبه جزيرة في أمريكا الوسطى والتي تفصل خليج المكسيك عن البحر الكاريبي. القسم الشمالي من شبه الجزيرة تتبع سياسياً لجمهورية المكسيك وتمتد في ثلاث ولايات اتحادية هي يوقطان، كامبيتشي وكوينتانا رو. القسم الجنوبي من شبه الجزيرة يتبع سياسياً لكل من غواتيمالا وبيليز. يقابل الشاطئ الشرقي لشبه الجزيرة يوقطان جزيرة كوستوميل وهي الأكبر في خليج المكسيك.
يسود عموماً المناخ الاستوائي والحار في شبه الجزيرة، وفي الجنوب الرطب تشكل الغابات المطيرة معظم الغطاء النباتي. في القسم الأوسط تسيطر الغابات الكثيفة. حتى بعض التلال المتواجدة في الجنوب فإن الإقليم بمعظمه يؤلف أرضاً منبسطة. في الأراضي الكلسية يمكن العثور على منخفضات مملوء بالمياه سينوتي. مع الاتجاه شمالاً يزداد الطقس جفافاً. ومما يميز شبه جزيرة يوقطان بأنها منطقة معرضة لأخطار الأعاصير .

## أصل التسمية
في نصوص كيلام بالام ورد اسم يوكال بيتين Yucal Peten الذي يشير إلى ما يعرف اليوم باسم يوقطان. بالإمكان تفسير الاسم على النحو التالي: u (الطوق أو القلادة)، cal (العنق)، peten (جزيرة، مقاطعة، إقليم بالمقارنة مع Petén، من pet «حول»)، وبالتالي فإن Yucal Peten تعني «الإقليم-العنق» أو «الجزيرة-العنق» بمعنى «شبه الجزيرة».

## موقعها
تقع شبه جزيرة يوقطان جنوب شرق المكسيك وتفصل البحر الكاريبي عن خليج المكسيك كما تحتوي على شريط ساحلي طويل يطل على قناة يوقطان. تقع شبه الجزيرة شرق برزخ تينهونتابك.
الجزء الواقع جغرافياً شمالي غربي شبه الجزيرة يفصل مناطق أمريكا الوسطى عن بقية مناطق أمريكا الشمالية. وتشمل شبه جزيرة يوقطان كلاً من الولايات المكسيكية يوقطان وكامباتشي ويوقطانا رو والجزء الشمالي لأمة بليز والقسم الشمالي لغواتيمالا الخاص ب ألبتين. الولايات المكسيكية الواقعة على البرزخ في غرب شبه الجزيرة تتضمن تشباس وتاباسكو والواقعة مباشرة ضمن حزام الأعاصير .